# Tiranges
Tiranges település Franciaországban, Haute-Loire megyében. Lakosainak száma 455 fő (2022. január 1.). Tiranges Bas-en-Basset, Beauzac, Boisset, Retournac, Saint-André-de-Chalencon, Solignac-sous-Roche és Valprivas községekkel határos.

## Népesség
A település népessége az elmúlt években az alábbi módon változott:
| Lakosok száma | 631  | 490  | 420  | 450  | 461  | 474  | 479  | 464  | 457  | 455  |
|               | 1968 | 1982 | 1990 | 2006 | 2013 | 2015 | 2017 | 2019 | 2020 | 2022 |